# Eldar Ćivić
Eldar Ćivić (Tuzla, 28 maggio 1996) è un calciatore bosniaco, difensore o centrocampista del Ferencváros e della nazionale bosniaca.

## Caratteristiche tecniche
Gioca prevalentemente come terzino sinistro, tuttavia può essere impiegato anche come centrocampista di fascia, possiede una buona capacità di corsa e un'ottima resistenza fisica.

## Carriera

### Club
Ha iniziato la carriera calcistica, nelle giovanili della sua città natale, dello Sloboda Tuzla; Successivamente gioca nel campionato ceco per due stagioni, con la maglia dello Slovácko.
Il 30 maggio 2017 viene ingaggiato dallo Sparta Praga, con il quale firma un contratto valido fino al giugno 2021. Tuttavia nel febbraio 2018 viene ceduto in prestito fino a fine stagione, agli slovacchi del Spartak Trnava.

### Nazionale
Compie la trafila delle nazionali giovanili bosniache, dal 2015 milita nella Under-21 bosniaca del quale è capitano.
Nel maggio 2018 viene convocato per la prima volta dal CT. Robert Prosinečki in nazionale maggiore, per le due sfide amichevoli in programma il 28 maggio e 1º giugno rispettivamente contro Montenegro e Corea del Sud. Debutta il 1º giugno seguente nella partita contro la Corea del Sud, giocando da titolare per tutti e 90 i minuti.

## Statistiche

### Presenze e reti nei club
Statistiche aggiornate al 9 ottobre 2022.
| Stagione            | Squadra             | Campionato          | Campionato | Campionato | Coppe nazionali | Coppe nazionali | Coppe nazionali | Coppe continentali | Coppe continentali | Coppe continentali | Altre coppe | Altre coppe | Altre coppe | Totale | Totale |
| Stagione            | Squadra             | Comp                | Pres       | Reti       | Comp            | Pres            | Reti            | Comp               | Pres               | Reti               | Comp        | Pres        | Reti        | Pres   | Reti   |
| ------------------- | ------------------- | ------------------- | ---------- | ---------- | --------------- | --------------- | --------------- | ------------------ | ------------------ | ------------------ | ----------- | ----------- | ----------- | ------ | ------ |
| 2014-2015           | Slovácko            | 1L                  | 3          | 0          | CC              | 0               | 0               | -                  | -                  | -                  | -           | -           | -           | 3      | 0      |
| 2015-2016           | Slovácko            | 1L                  | 24         | 1          | CC              | 0               | 0               | -                  | -                  | -                  | -           | -           | -           | 24     | 1      |
| 2016-2017           | Slovácko            | 1L                  | 21         | 1          | CC              | 1               | 1               | -                  | -                  | -                  | -           | -           | -           | 22     | 2      |
| Totale Slovácko     | Totale Slovácko     | Totale Slovácko     | 48         | 2          |                 | 1               | 1               |                    | -                  | -                  |             | -           | -           | 49     | 3      |
| 2017-feb. 2018      | Sparta Praga        | 1L                  | 4          | 1          | CC              | 1               | 0               | UEL                | 1                  | 0                  | -           | -           | -           | 6      | 1      |
| feb.-giu. 2018      | Spartak Trnava      | SL                  | 1+7        | 0          | CS              | 3               | 0               | -                  | -                  | -                  | -           | -           | -           | 11     | 0      |
| 2018-2019           | Sparta Praga        | 1L                  | 15+5       | 0          | CC              | 2               | 0               | UEL                | 0                  | 0                  | -           | -           | -           | 22     | 0      |
| Totale Sparta Praga | Totale Sparta Praga | Totale Sparta Praga | 19+5       | 1          |                 | 3               | 0               |                    | 1                  | 0                  |             | -           | -           | 28     | 1      |
| 2019-2020           | Ferencváros         | NB I                | 25         | 0          | MK              | 1               | 0               | UCL+UEL            | 4+3                | 0                  | -           | -           | -           | 33     | 0      |
| 2020-2021           | Ferencváros         | NB I                | 18         | 1          | MK              | 2               | 0               | UCL                | 5                  | 0                  | -           | -           | -           | 25     | 1      |
| 2021-2022           | Ferencváros         | NB I                | 25         | 1          | MK              | 2               | 0               | UCL+UEL            | 6+4                | 0                  | -           | -           | -           | 37     | 1      |
| 2022-2023           | Ferencváros         | NB I                | 7          | 0          | MK              | 0               | 0               | UCL+UEL            | 6+3                | 0+1                | -           | -           | -           | 16     | 1      |
| Totale Ferencváros  | Totale Ferencváros  | Totale Ferencváros  | 75         | 2          |                 | 5               | 0               |                    | 31                 | 1                  |             | -           | -           | 111    | 3      |
| Totale carriera     | Totale carriera     | Totale carriera     | 155        | 5          |                 | 12              | 1               |                    | 32                 | 1                  |             | -           | -           | 199    | 7      |

### Cronologia presenze e reti in nazionale
| Cronologia completa delle presenze e delle reti in nazionale ― Bosnia ed Erzegovina | Cronologia completa delle presenze e delle reti in nazionale ― Bosnia ed Erzegovina | Cronologia completa delle presenze e delle reti in nazionale ― Bosnia ed Erzegovina | Cronologia completa delle presenze e delle reti in nazionale ― Bosnia ed Erzegovina | Cronologia completa delle presenze e delle reti in nazionale ― Bosnia ed Erzegovina | Cronologia completa delle presenze e delle reti in nazionale ― Bosnia ed Erzegovina | Cronologia completa delle presenze e delle reti in nazionale ― Bosnia ed Erzegovina | Cronologia completa delle presenze e delle reti in nazionale ― Bosnia ed Erzegovina |
| Data                                                                                | Città                                                                               | In casa                                                                             | Risultato                                                                           | Ospiti                                                                              | Competizione                                                                        | Reti                                                                                | Note                                                                                |
| ----------------------------------------------------------------------------------- | ----------------------------------------------------------------------------------- | ----------------------------------------------------------------------------------- | ----------------------------------------------------------------------------------- | ----------------------------------------------------------------------------------- | ----------------------------------------------------------------------------------- | ----------------------------------------------------------------------------------- | ----------------------------------------------------------------------------------- |
| 1-6-2018                                                                            | Jeonju                                                                              | Corea del Sud                                                                       | 1 – 3                                                                               | Bosnia ed Erzegovina                                                                | Amichevole                                                                          | -                                                                                   |                                                                                     |
| 8-9-2018                                                                            | Belfast                                                                             | Irlanda del Nord                                                                    | 1 – 2                                                                               | Bosnia ed Erzegovina                                                                | UEFA Nations League 2018-2019 - 1º turno                                            | -                                                                                   | 10’ 76’                                                                             |
| 11-9-2018                                                                           | Zenica                                                                              | Bosnia ed Erzegovina                                                                | 1 – 0                                                                               | Austria                                                                             | UEFA Nations League 2018-2019 - 1º turno                                            | -                                                                                   |                                                                                     |
| 15-10-2018                                                                          | Sarajevo                                                                            | Bosnia ed Erzegovina                                                                | 2 – 0                                                                               | Irlanda del Nord                                                                    | UEFA Nations League 2018-2019 - 1º turno                                            | -                                                                                   |                                                                                     |
| 15-11-2018                                                                          | Vienna                                                                              | Austria                                                                             | 0 – 0                                                                               | Bosnia ed Erzegovina                                                                | UEFA Nations League 2018-2019 - 1º turno                                            | -                                                                                   |                                                                                     |
| 23-3-2019                                                                           | Sarajevo                                                                            | Bosnia ed Erzegovina                                                                | 2 – 1                                                                               | Armenia                                                                             | Qual. Euro 2020                                                                     | -                                                                                   | 40’                                                                                 |
| 8-6-2019                                                                            | Tampere                                                                             | Finlandia                                                                           | 2 – 0                                                                               | Bosnia ed Erzegovina                                                                | Qual. Euro 2020                                                                     | -                                                                                   |                                                                                     |
| 11-6-2019                                                                           | Torino                                                                              | Italia                                                                              | 2 – 1                                                                               | Bosnia ed Erzegovina                                                                | Qual. Euro 2020                                                                     | -                                                                                   | 44’ 72’                                                                             |
| 18-11-2019                                                                          | Vaduz                                                                               | Liechtenstein                                                                       | 0 – 3                                                                               | Bosnia ed Erzegovina                                                                | Qual. Euro 2020                                                                     | 1                                                                                   |                                                                                     |
| 4-9-2020                                                                            | Firenze                                                                             | Italia                                                                              | 1 – 1                                                                               | Bosnia ed Erzegovina                                                                | UEFA Nations League 2020-2021 - 1º turno                                            | -                                                                                   | 83’                                                                                 |
| 7-9-2020                                                                            | Zenica                                                                              | Bosnia ed Erzegovina                                                                | 1 – 2                                                                               | Polonia                                                                             | UEFA Nations League 2020-2021 - 1º turno                                            | -                                                                                   | 82’                                                                                 |
| 24-3-2021                                                                           | Helsinki                                                                            | Finlandia                                                                           | 2 – 2                                                                               | Bosnia ed Erzegovina                                                                | Qual. Mondiali 2022                                                                 | -                                                                                   |                                                                                     |
| 2-6-2021                                                                            | Sarajevo                                                                            | Bosnia ed Erzegovina                                                                | 0 – 0                                                                               | Montenegro                                                                          | Amichevole                                                                          | -                                                                                   |                                                                                     |
| 6-6-2021                                                                            | Brøndbyvester                                                                       | Danimarca                                                                           | 2 – 0                                                                               | Bosnia ed Erzegovina                                                                | Amichevole                                                                          | -                                                                                   | 61’                                                                                 |
| 1-9-2021                                                                            | Strasburgo                                                                          | Francia                                                                             | 1 – 1                                                                               | Bosnia ed Erzegovina                                                                | Qual. Mondiali 2022                                                                 | -                                                                                   | 64’                                                                                 |
| 4-9-2021                                                                            | Zenica                                                                              | Bosnia ed Erzegovina                                                                | 1 – 0                                                                               | Kuwait                                                                              | Amichevole                                                                          | -                                                                                   | cap. 56’                                                                            |
| 7-9-2021                                                                            | Zenica                                                                              | Bosnia ed Erzegovina                                                                | 2 – 2                                                                               | Kazakistan                                                                          | Qual. Mondiali 2022                                                                 | -                                                                                   | 46’                                                                                 |
| 9-10-2021                                                                           | Astana                                                                              | Kazakistan                                                                          | 0 – 2                                                                               | Bosnia ed Erzegovina                                                                | Qual. Mondiali 2022                                                                 | -                                                                                   |                                                                                     |
| 12-10-2021                                                                          | Leopoli                                                                             | Ucraina                                                                             | 1 – 1                                                                               | Bosnia ed Erzegovina                                                                | Qual. Mondiali 2022                                                                 | -                                                                                   | 11’                                                                                 |
| 13-11-2021                                                                          | Zenica                                                                              | Bosnia ed Erzegovina                                                                | 1 – 3                                                                               | Finlandia                                                                           | Qual. Mondiali 2022                                                                 | -                                                                                   |                                                                                     |
| 29-3-2022                                                                           | Zenica                                                                              | Bosnia ed Erzegovina                                                                | 1 – 0                                                                               | Lussemburgo                                                                         | Amichevole                                                                          | -                                                                                   | 46’                                                                                 |
| 7-6-2022                                                                            | Zenica                                                                              | Bosnia ed Erzegovina                                                                | 1 – 0                                                                               | Romania                                                                             | UEFA Nations League 2022-2023 - 1º turno                                            | -                                                                                   | 67’                                                                                 |
| 11-6-2022                                                                           | Podgorica                                                                           | Montenegro                                                                          | 1 – 1                                                                               | Bosnia ed Erzegovina                                                                | UEFA Nations League 2022-2023 - 1º turno                                            | -                                                                                   | 68’ 74’                                                                             |
| 14-6-2022                                                                           | Zenica                                                                              | Bosnia ed Erzegovina                                                                | 3 – 2                                                                               | Finlandia                                                                           | UEFA Nations League 2022-2023 - 1º turno                                            | -                                                                                   | 68’                                                                                 |
| 26-9-2022                                                                           | Bucarest                                                                            | Romania                                                                             | 4 – 1                                                                               | Bosnia ed Erzegovina                                                                | UEFA Nations League 2022-2023 - 1º turno                                            | -                                                                                   | 61’                                                                                 |
| 11-9-2023                                                                           | Reykjavík                                                                           | Islanda                                                                             | 1 – 0                                                                               | Bosnia ed Erzegovina                                                                | Qual. Euro 2024                                                                     | -                                                                                   | 86’                                                                                 |
| 13-10-2023                                                                          | Vaduz                                                                               | Liechtenstein                                                                       | 0 – 2                                                                               | Bosnia ed Erzegovina                                                                | Qual. Euro 2024                                                                     | -                                                                                   | 87’                                                                                 |
| 21-3-2024                                                                           | Zenica                                                                              | Bosnia ed Erzegovina                                                                | 1 – 2                                                                               | Ucraina                                                                             | Qual. Euro 2024                                                                     | -                                                                                   | 68’                                                                                 |
| Totale                                                                              |                                                                                     | Presenze                                                                            | 28                                                                                  |                                                                                     | Reti                                                                                | 1                                                                                   |                                                                                     |

## Palmarès

### Club

#### Competizioni nazionali
- Campionato slovacco: 1

Spartak Trnava: 2017-2018
- Campionato ungherese: 6

Ferencvaros: 2019-2020, 2020-2021, 2021-2022, 2022-2023, 2023-2024, 2024-2025
- Coppa d'Ungheria: 1

Ferencvaros: 2021-2022